# LIPM
LIPM (англ. Lipase family member M) – білок, який кодується однойменним геном, розташованим у людей на 10-й хромосомі. Довжина поліпептидного ланцюга білка становить 423 амінокислот, а молекулярна маса — 48 233.
| 10         |  | 20         |  | 30         |  | 40         |  | 50         |
| ---------- |  | ---------- |  | ---------- |  | ---------- |  | ---------- |
| MLETLSRQWI |  | VSHRMEMWLL |  | ILVAYMFQRN |  | VNSVHMPTKA |  | VDPEAFMNIS |
| EIIQHQGYPC |  | EEYEVATEDG |  | YILSVNRIPR |  | GLVQPKKTGS |  | RPVVLLQHGL |
| VGGASNWISN |  | LPNNSLGFIL |  | ADAGFDVWMG |  | NSRGNAWSRK |  | HKTLSIDQDE |
| FWAFSYDEMA |  | RFDLPAVINF |  | ILQKTGQEKI |  | YYVGYSQGTT |  | MGFIAFSTMP |
| ELAQKIKMYF |  | ALAPIATVKH |  | AKSPGTKFLL |  | LPDMMIKGLF |  | GKKEFLYQTR |
| FLRQLVIYLC |  | GQVILDQICS |  | NIMLLLGGFN |  | TNNMNMSRAS |  | VYAAHTLAGT |
| SVQNILHWSQ |  | AVNSGELRAF |  | DWGSETKNLE |  | KCNQPTPVRY |  | RVRDMTVPTA |
| MWTGGQDWLS |  | NPEDVKMLLS |  | EVTNLIYHKN |  | IPEWAHVDFI |  | WGLDAPHRMY |
| NEIIHLMQQE |  | ETNLSQGRCE |  | AVL        |  |            |  |            |

A: Аланін

C: Цистеїн

D: Аспарагінова кислота

E: Глутамінова кислота

F: Фенілаланін

G: Гліцин

H: Гістидин

I: Ізолейцин

K: Лізин

L: Лейцин

M: Метіонін

N: Аспарагін

P: Пролін

Q: Глутамін

R: Аргінін

S: Серин

T: Треонін

V: Валін

W: Триптофан

Кодований геном білок за функцією належить до гідролаз. 
Задіяний у таких біологічних процесах, як метаболізм ліпідів, деградація ліпідів, альтернативний сплайсинг. 
Секретований назовні.